# Policia Municipal de Terrassa
La Policia Municipal de Terrassa és el cos policial que depèn de l'ajuntament de Terrassa. Compta amb 145 anys d'història i té com a objectiu, garantir la seguretat a la ciutat, i mantenir una relació amb la ciutadania en temes de sensibilització i educació.
Com totes les policies locals, la Policia Municipal de Terrassa, se li atribueixen funcions de seguretat ciutadana, seguretat viària dintre del nucli urbà, investigacions de delictes contra el patrimoni i bens i sensibilització i educació de la ciutadania.
Des del 2016, l'actual cap de la Policia Municipal de Terrassa, és l'intendent Antoni Flores. Anteriorment, va formar part del cos de Mossos d'Esquadra, on va ser cap de l'àrea d'intervenció i de l'ABP de terrassa des del 2010.
A finals de 2020, la Policia Municipal de Terrassa comptava amb un total de 236 efectius, tot i que la voluntat de l'Ajuntament de Terrassa és ampliar la plantilla del cos en els propers anys.
La prefectura de la Policia Municipal de Terrassa, es troba a l'Avinguda de les Glòries Catalanes número 3. Al mateix edifici s'hi troben també els serveis socials de l'ajuntament de Terrassa.
Actualment, el cos disposa d'una flota de vehicles composta per 25 cotxes patrulla, 51 motocicletes logotipades i 10 vehicles no logotipats.